# Glycaspis whitei
Glycaspis whitei är en insektsart som beskrevs av Moore 1970. Glycaspis whitei ingår i släktet Glycaspis och familjen rundbladloppor. Inga underarter finns listade i Catalogue of Life.